# Morphia
Morphia est un groupe néerlandais de death-doom, originaire d'Epe, dans la Gueldre. Le groupe est formé en 1995 et signe par la suite au label locale Fear Dark Records en 2002. Après plusieurs albums, il se sépare en 2008.

## Historique
En 1995, Werner Wensink (chant/basse), Bert Bonestroo (mixage), Martin Koedoot (guitare), Roger Koedoot (guitare), Ernst Jan Lemmen (batterie), et Peter Tulder (claviers) forment Morphia comme groupe de death metal, qui était aussi impliqué à cette période dans le doom metal symphonique. En 1997, ils publient une démo CD intitulée Poison Minded. En 1998, ils enregistrent leur premier album intitulé Unfulfilled Dreams, publié en 1999.
Après avoir atteint une certaine réputation, le chanteur Werner quitte le groupe. À l'arrivée de Jasper Pieterson au sein du groupe, la nouvelle formation commence à écrire des chansons, et à enregistrer en 2001 leur second album intitulé Frozen Dust,. Morphia signe un contrat avec le label néerlandais Fear Dark qui publie l'album en 2002. Au fil du temps, Morphia joue avec des groupes connus comme After Forever et Saviour Machine. En novembre 2004, le groupe publie son troisième album intitulé Fading Beauty.
Ils jouent leur dernier concert le 22 novembre 2008 au Gigant d'Apeldoorn en même temps que le Brainstorm Festival 2008. Il est enregistré et publié en DVD en 2009.

## Style musical
Le style de metal joué par Morphia est « profond, émotionnel et berçant » et change souvent de tempo. Le chant se centre sur le death growl. Ils font également usage de chants clairs, habituellement en fond, et de hurlements occasionnels. La majeure partie des paroles se centrent sur la souffrance, la peur, l'affection et la foi.

## Membres

### Derniers membres
- Jasper Pieterson - chant, basse
- Martin Koedoot - guitare
- Vincent Eisen - guitare
- Ernst-Jan Lemmen - batterie
- Peter van Tulder - clavier
- Ester - violon

### Anciens membres
- Werner Wensink - chant, basse
- Roger Koedoot - guitare
- Erik van Tulder - basse

## Discographie
- 1996 : Poison Minded (démo)

1. 'Poison Minded
2. Drawing Tears
3. Terror and Hate
4. Racism
5. Burried in Mass Graves

- 1999 : Unfulfilled Dreams

1. Unfulfilled Dreams
2. Ab Inscientia Depositus Sum (A.I.D.S.)
3. How I Feel
4. My Endless Death
5. Thor's Symphony
6. Desire
7. The Day I Died
8. Ithinielle

- 2002 : Frozen Dust

1. Flashback
2. The Sun
3. The Forest
4. Wicklow Mountains
5. Frozen dust
6. When silence fell
7. Again
8. Long Lost
9. Forced to Obey
10. Emptiness

- 2005 : Fading Beauty

1. Meaning of Forever I
2. Of Stars and Flowers
3. Meaning of Forever II
4. Fading Beauty
5. Nothing More to See
6. Memories Never Die
7. What Once Was
8. Sound of Violence
9. Meaning of Forever III
10. Serenity